# Lingeigh Island
Lingeigh Island är en ö i Storbritannien.   Den ligger i kommunen Yttre Hebriderna och riksdelen Skottland, i den nordvästra delen av landet, 700 km nordväst om huvudstaden London. Arean är 0,48 kvadratkilometer.
Terrängen på Lingeigh Island är platt. Öns högsta punkt är 73 meter över havet. Den sträcker sig 0,9 kilometer i nord-sydlig riktning, och 0,8 kilometer i öst-västlig riktning.